# Classic the remake
《Classic the remake》는 가수 이수영이 선배 가수들의 노래를 다시 불러 녹음한 리메이크 앨범이다. 이 앨범이 발매되었을 때 이수영은 미국에서 휴식을 가지고 있었고 방송 활동 등의 일정은 전혀 이루어지지 않았으나, 그럼에도 불구하고 각종 차트의 상위권을 유지했다. 시간이 흐름에 따라 판매량이 하향곡선을 그리는 일반적인 음반들과 달리 이 음반은 중・장년층의 두터운 지지를 얻으면서 1년 내내 꾸준히 판매되어 결국 2005년 12월에는 37만장이라는 누적 판매량을 기록하였다. 이로써 이 앨범은 2005년 판매량 2위를 기록하였다. 또 한 CD와 카세트 테이프의 판매량이 3:2로 2000년대 가요음반에서는 찾아보기 힘든 모습을 보였다. 두 싱글 외에도 김학래의 〈내가〉, 심수봉의 〈그때 그 사람〉 등의 곡이 사랑을 받았다. 이 음반을 계기로 가요계에 리메이크 바람이 불었다. 당시 이수영이 가요계 어떤 위치에 있었는지 정확하게 알려준 음반이며 이수영에게 2005 《골든디스크》 대상과 2005 MBC 《10대 가수 가요제》 최고인기가수상을 수상하게 한 음반이다.

## 첫 번째 싱글
첫 번째 싱글 〈광화문 연가〉는 이문세의 곡을 리메이크한 노래이다. 원곡보다 더 슬프고 애절하고, 느리게 편곡되었다. 원곡자인 이문세가 곡을 들어본 뒤 원곡의 분위기를 매우 잘 살렸다며 극찬을 아끼지 않았다고 한다.

## 두 번째 싱글
두 번째 싱글 〈꿈에〉는 조덕배의 곡을 리메이크한 노래인데 원곡이 조용한 분위기의 곡인 반면에 새로 편곡된 곡은 보사노바풍의 곡이다. 보사노바 곡답게 곡의 두드러진 큰 변화는 없으며 듣기 편하고 부드러운 멜로디로 편곡되었다.

## 뮤직 비디오

### 〈광화문 연가〉
〈광화문 연가〉는 노래 분위기와 가사에 맞게 1970~80년대를 배경으로 하는 내용이다. 한지혜, 조윤희, 김강우가 주연을 맡았으며 눈발이 휘날리는 아름다운 영상으로 많은 사랑을 받았다.

### 〈꿈에〉
〈꿈에〉의 뮤직비디오는 아역 배우였던 정채은이 주연을 맡아 출연했다. 정채은은 뮤직비디오에서 짙은 화장을 하며 이수영의 노래를 립싱크하는데 곡이 흐름에 따라 눈물을 흘림과 동시에 눈화장이 눈물을 타고 흘러내리는 약간은 어두운 분위기의 뮤직비디오이다. 내용은 아역배우 정채은이 죽은 이수영이 빙의가 되어서 무언가를 그리워하고 슬퍼한다는 내용인데, 일부에서는 뮤직비디오 내용이 아동학대라며 문제 제기를 하기도 했다.

## 트랙리스트
| #  | 곡명 (원곡자)                    | 작사   | 작곡   | 편곡         | 길이 | 비고                  |
| -- | -------------------------------- | ------ | ------ | ------------ | ---- | --------------------- |
| 1  | 광화문 연가 (이문세)             | 이영훈 | 이영훈 | 신민         | 4:27 | 빈칸                  |
| 2  | 누구라도 그러하듯이 (배인숙)     | 지명길 | 외국곡 | MGR          | 5:10 | Rap featuring: 은지원 |
| 3  | 내가 (김학래, 임철우)            | 김학래 | 김학래 | 하림, 황수권 | 3:51 | 빈칸                  |
| 4  | 꿈에 (조덕배)                    | 조덕배 | 조덕배 | 이영기       | 4:19 | 빈칸                  |
| 5  | 그때 그사람 (심수봉)             | 심수봉 | 심수봉 | 이근호, MGR  | 4:13 | 빈칸                  |
| 6  | 오늘같은 밤 (이정선)             | 이정선 | 이정선 | 신민         | 3:10 | 빈칸                  |
| 7  | 찬바람이 불면 (김지연)           | 김성호 | 김성호 | 이강희       | 4:40 | 빈칸                  |
| 8  | 사랑과 우정 사이 (피노키오)      | 오태호 | 오태호 | 이영기       | 4:18 | 빈칸                  |
| 9  | 늪 (조관우)                      | 하광훈 | 하광훈 | 이강희       | 5:07 | 빈칸                  |
| 10 | 잃어버린 우산 (우순실)           | 오주은 | 오주연 | 신민         | 4:04 | 빈칸                  |
| 11 | 사랑 그 쓸쓸함에 대하여 (양희은) | 양희은 | 이병우 | 빈칸         | 4:49 | 빈칸                  |

- 자켓 촬영 스케치
- 뮤직비디오 메이킹 필름
- 콘서트 실황

## 차트 기록
〈광화문 연가〉
| 순위 | 18 | 3 | 2 | 3 | 2 | 2 | 2 | 3 | 6 | 6 |

〈꿈에〉
| 순위 | 11 | 5 | 2 | 3 | 3 | 4 | 7 | 9 | 11 | 15 |